# Манчестър
Вижте пояснителната страница за други значения на Манчестър.
Манчестър (на английски: Manchester) е град в Западна Англия, административен център на метрополитена Голям Манчестър. Населението му без предградията е около 2 247 627 души (2006 – 2007), а населението на целия метрополитен е над 3 млн. души. Манчестър е третият по големина град в Англия след Лондон и Бирмингам.

## История
Районът на Манчестър е колонизиран от римляните през 79 г. Гней Юлий Агрикола основава укрепление наречено Мамуциум. През 1282, в писмени документи се споменава, че градът има пазар. До началото на 18 век се развива като малко селище, дом на търговци на вълна (преди всичко от фламандски произход, заселили се тук през 14 век).
Големият разцвет на града е през 18 век и особено през 19 век, когато в района бурно се развива текстилната промишленост. През този период, наред със стотиците индустриални предприятия, в центъра на града са построени обществени и търговски сгради, свидетелстващи за стремежа на местните индустриалци да съперничат на лондонските. Откроява се сградата на кметството, изградена през 19 век в новоготически стил.
През Манчестър преминава река Ъруел, както и плавателният канал Ливърпул-Лийдс.

## Образование
В Манчестър се намират три университета – Манчестърски университет (на английски: The University of Manchester), Манчестърски метрополитански университет (на английски: Manchester Metropolitan University) и Кралски северен колеж по музика (на английски: Royal Northern College of Music). Манчестърският университет е най-големият университет без филиали във Великобритания.

## Известни личности
Родени в Манчестър
- Анди Ремик (р. 1971), писател
- Антъни Бърджес (1917 – 1993), писател
- Лорънс Стивън Лоури (1887 – 1976), художник
- Джон Саймън (1873 – 1954), политик
- Джон Тоу (1942 – 2002), актьор
- Норман Фостър (р. 1935), архитект

Други личности, свързани с Манчестър
- Лудвиг Витгенщайн (1889 – 1951), австрийски философ, учи в града през 1908 – 1912 г.
- Иван Евстратиев Гешов (1849 – 1924), български политик, учи и живее в града преди 1872 г.
- Елиас Канети (1905 – 1994), писател, живее в града през 1911 – 1913 г.
- Алън Тюринг (1912 – 1954), математик, информатик и философ, преподавател в Манчестърския университет, където участва в създаването на компютъра Марк I
- Ноуъл (р. 1967) и Лиъм Галахър (р. 1972), музиканти от група Оейсис